# Google (фонд)
Google (Google.org) — благодійний фонд, започаткований засновниками і найбільшими акціонерами Google у жовтні 2005 року. Google.org відзначається суттєвими грантами некомерційним організаціям, що використовують інноваційні технології для підтримки расової справедливості, освітніх можливостей, реагування на кризи після епідемій та природних катаклізмів. Організація щорічно виділяє близько 100 мільйонів доларів США інвестицій та грантів некомерційним організаціям.

## Огляд
Загальна стратегія організації передбачає фінансування використання технологій, даних та дизайну, орієнтованих на користувача, щоб зробити світ кращим та швидшим.

## Напрямки діяльності
Станом на сьогодні[коли?], Google зосередив більшість своїх зусиль на кількох ключових темах, в основі яких лежать рівність та можливості.

### Расова справедливість
Це перша велика корпоративна філантропічна організація, яка виділила фінансування для боротьби проти расової нерівності в США, і фінансується такими компаніями, як Ініціатива рівного правосуддя Брайана Стівенсона, ACLU, Центр Елли Бейкер та Beyond12. У 2017 році Google виділив гранти на суму 11 мільйонів доларів кільком організаціям у зв'язку з расовими упередженнями.

### Освіта та цифрові навички
Крім того, Google.org фінансує проєкти, пов'язані з освітою, економічним розвитком та цифровою грамотністю у ряді регіонів.

### Інвалідність
У 2015 році фонд виділив 20 мільйонів доларів на використання технологій для покращення можливостей та рівності для людей з інвалідністю. Результатом ініціативи з надання грантів став різноманітний набір допомоги, включаючи 3D-надруковані протези для постраждалих від наземних мін та дітей з різницями кінцівок, навігаційні інструменти, що працюють за допомогою маяків, для людей із вадами зору, проєкти аналізу даних для створення кращих інструментів і допоміжних засобів для людей з когнітивними вадами та кращі системи для підтримки дітей із клишоногістю.

### Кризове реагування
Google.org також відповів на кризи у всьому світі, виступивши з ініціативами, що стосуються кризи Ебола у 2014, землетрусу в Непалі у 2015, європейської кризи біженців у 2016 році. У багатьох випадках Google.org був одним з найбільших корпоративних донорів.

## Підтримка Вікіпедії
У 2019 році благодійним фондом Google.org виділено більше $3 млн на розвиток інтернет-енциклопедії Wikipedia («Вікіпедія»). Окрім грошових пожертв фонд також зобов'язався розширити свою участь в ініціативі, що має за мету збільшення кількості мов, на котрих доступна Wikipedia. В рамках цього проєкту багато статей енциклопедії вже перекладено на рідкісні мови, зокрема більше десяти мов індо-арійської групи, котрими переважно розмовляють в Індії, Бангладеш та Пакистані.

## Боротьба з COVID-19
Спалах COVID-19 наносить руйнівні наслідки для людей у всьому світі. Щоб допомогти постраждалим, Google.org підтримує та впроваджує ефективні рішення, зокрема з початку пандемії фонд надав $100 млн та технічну експертизу глобальної реакції на COVID-19, зосереджуючи свої зусилля у сферах, де ресурси та люди можуть мати найбільший вплив — охорона здоров'я та наука, економічна допомога, відновлення після хвороби та дистанційне навчання.

### Дистанційне навчання
На піку першої хвилі COVID-19 понад мільярд учнів через карантин не змогли відвідувати навчальні заклади. Вчителі, батьки та освітні установи відреагували на це шляхом масового переходу до онлайн-освіти. Google.org оголосили Фонд дистанційного навчання на суму $10 млн для підтримки по всьому світу організацій, які допомагають викладачам та батькам отримати доступ до ресурсів, необхідних для надання високоякісних можливостей навчання дітям, особливо тим, що живуть у недостатньо забезпечених громадах.